# El Negrillar
Ne doit pas être confondu avec La Negrillar.
El Negrillar ou Negros de Aras est un champ volcanique situé au Chili, dans la province d'Antofagasta, à proximité de la frontière avec l'Argentine. Constitué de coulées de lave et de près d'une centaine cônes pyroclastiques, il couvre une superficie de 220 km2, ce qui en fait le champ volcanique le plus étendu du nord du Chili.

## Géologie
Ses scories sont principalement constituées d'un magma relativement primitif comportant des antécristaux et des xénocristaux. Leur analyse minéralogique et chimique indique l'existence de processus pré-éruptifs complexes dans le champ volcanique monogénique d'El Negrillar, notamment des périodes de cristallisation fractionnée, des événements de recharge magmatique et de mélange ainsi que la présence d'une zone de stagnation située entre 9 et 19 kilomètres de profondeur.